# Billy Knipper
William Peter „Billy” Knipper (ur. 9 sierpnia 1882 roku w Rochester, zm. 7 września 1968 roku tamże) – amerykański kierowca wyścigowy.

## Kariera
W swojej karierze Knipper startował głównie w Stanach Zjednoczonych w mistrzostwach AAA Championship Car oraz towarzyszącym mistrzostwom słynnym wyścigu Indianapolis 500. W pierwszym sezonie startów, w 1909 roku trzykrotnie stawał na podium, w tym raz na jego najwyższym stopniu. Z dorobkiem 540 punktów został sklasyfikowany na jedenastym miejscu w końcowej klasyfikacji kierowców. W 1911 roku Amerykanin uplasował się na osiemnastej pozycji w Indy 500, a dwa lata później nie osiągnął linii mety. W 1914 roku był trzynasty, a w mistrzostwach AAA - 36.